# داندی (کنتاکی)
داندی (به انگلیسی: Dundee) یک منطقهٔ مسکونی در ایالات متحده آمریکا است که در شهرستان اوهایو، کنتاکی واقع شده‌است. داندی ۱۲۸٫۹۳ متر بالاتر از سطح دریا واقع شده‌است.